# 飯尾乗連
飯尾 乗連（いのお のりつら、生年不明 - 永禄3年（1560年）？）は、戦国時代の武将。今川氏の家臣。通称は善四郎、豊前守。父は飯尾賢連、子に松井宗親室、連龍。遠江国曳馬城主。
遠江飯尾氏は渡来人・三善氏の後裔で室町幕府の奉行衆の家柄とされる。祖父長連は三河吉良氏の家臣として浜松荘の代官を務めていたが、今川義忠の遠江侵攻を支援して戦死する（『宗長手記』の記述による）。その後、今川氏親の支持を受けた父・賢連と斯波義達の支持を受けた大河内貞綱が浜松荘と曳馬城の支配を巡って争うが、最終的に今川氏が勝利し、賢連は吉良氏を見限って氏親から浜松荘と曳馬城を与えられた（吉良氏は今川氏・斯波氏共に親戚であったために中立を保とうとしたが、浜松荘の有力家臣である飯尾氏と大河内氏が両陣営について争ったために支配権を喪失した）。
乗連は今川義元に仕え、永正年間に今川氏の支城曳馬城を築城（異説あり）し、城主となり同地に1万石を与えられた。永禄3年（1560年）、桶狭間の戦いで織田軍の猛攻をうけ、戦死したとも、落ち延びたとも言われる。また永禄8年（1565年）に息子の連龍が今川氏に反旗を翻した際に共に討たれたとする説もある。静岡県浜松市東区の東漸寺に供養塔がある。